# Американское Самоа на летних Олимпийских играх 2016
Американское Самоа на летних Олимпийских играх 2016 года было представлено 4 спортсменами в 3 видах спорта. Знаменосцем сборной Американского Самоа на церемонии открытия Игр стал бронзовый призёр Тихоокеанских игр 2015 года в тяжёлой атлетике Танумафили Юнгблут, а на церемонии закрытия — дзюдоист Бенджамин Уотерхаус. По итогам соревнований сборная Американского Самоа, принимавшая участие в своих восьмых летних Олимпийских играх, вновь осталась без медалей.

## Состав сборной
Дзюдо
1. Бенджамин Уотерхаус

 Лёгкая атлетика
1. Исаак Силафау
2. Джордан Магэо

 Тяжёлая атлетика
1. Танумафили Юнгблут

## Результаты соревнований

### Дзюдо
Соревнования по дзюдо проводились по системе с выбыванием. В утешительные раунды попадали спортсмены, проигравшие полуфиналистам турнира. Два спортсмена, одержавших победу в утешительном раунде, в поединке за бронзу сражались с дзюдоистами, проигравшими в полуфинале.
Мужчины
| Категория | Спортсмены          | 1/32 финала        | 1/16 финала                 | 1/8 финала           | Четвертьфинал        | Полуфинал            | Финал                | Место |
| Категория | Спортсмены          | Соперник Результат | Соперник Результат          | Соперник Результат   | Соперник Результат   | Соперник Результат   | Соперник Результат   | Место |
| --------- | ------------------- | ------------------ | --------------------------- | -------------------- | -------------------- | -------------------- | -------------------- | ----- |
| до 73 кг  | Бенджамин Уотерхаус | не участвовал      | SRIЧ. Репиялладже П 000:101 | завершил выступление | завершил выступление | завершил выступление | завершил выступление | 17    |

### Лёгкая атлетика
Мужчины
Беговые дисциплины
| Дисциплина        | Спортсмен     | Предварительный раунд | Предварительный раунд | Предварительный раунд | Четвертьфиналы | Четвертьфиналы | Четвертьфиналы | Полуфиналы | Полуфиналы | Полуфиналы | Финал | Финал |
| Дисциплина        | Спортсмен     | Забег                 | Время                 | Место                 | Забег          | Время          | Место          | Забег      | Время      | Место      | Время | Место |
| ----------------- | ------------- | --------------------- | --------------------- | --------------------- | -------------- | -------------- | -------------- | ---------- | ---------- | ---------- | ----- | ----- |
| бег на 100 метров | Исаак Силафау |                       |                       |                       |                |                |                |            |            |            |       |       |

Женщины
Беговые дисциплины
| Дисциплина        | Спортсмен     | Предварительный раунд | Предварительный раунд | Предварительный раунд | Четвертьфиналы | Четвертьфиналы | Четвертьфиналы | Полуфиналы | Полуфиналы | Полуфиналы | Финал | Финал |
| Дисциплина        | Спортсмен     | Забег                 | Время                 | Место                 | Забег          | Время          | Место          | Забег      | Время      | Место      | Время | Место |
| ----------------- | ------------- | --------------------- | --------------------- | --------------------- | -------------- | -------------- | -------------- | ---------- | ---------- | ---------- | ----- | ----- |
| бег на 100 метров | Джордан Магэо |                       |                       |                       |                |                |                |            |            |            |       |       |

### Тяжёлая атлетика
Каждый НОК самостоятельно выбирает категорию в которой выступит её тяжелоатлет. В рамках соревнований проводятся два упражнения — рывок и толчок. В каждом из упражнений спортсмену даётся 3 попытки. Победитель определяется по сумме двух упражнений. При равенстве результатов победа присуждается спортсмену, с меньшим собственным весом.
Мужчины
| Категория | Спортсмены         | Вес | Рывок | Рывок | Рывок | Толчок | Толчок | Толчок | Всего | Место |
| Категория | Спортсмены         | Вес | 1     | 2     | 3     | 1      | 2      | 3      | Всего | Место |
| --------- | ------------------ | --- | ----- | ----- | ----- | ------ | ------ | ------ | ----- | ----- |
| до 94 кг  | Танумафили Юнгблут |     |       |       |       |        |        |        |       |       |